# Внешнеторговая политика
Внешнеторговая политика — составная часть экономической политики государства, предполагающая оказание влияния на внешнюю торговлю посредством экономических и административных рычагов - налоги, субсидии, прямые ограничения импорта и экспорта, кредитования и т. п.
В контексте внешнеторговой политики государство законодательно устанавливает определённые правила внешней торговли, которым подчиняются как резиденты (экспортёры и импортёры), так и связанные с ними партнёры-нерезиденты.
Исторически выделяется два противоположных вида внешнеторговой политики: протекционизм и свобода торговли (фритредерство). В «чистом виде» их можно условно выделять в докапиталистические эпохи, при небольшом внешнеторговом обороте и развитии внешнеэкономических связей. В современных условиях внешнеторговая политика государств представляет собой сочетание обеих противоположностей, оптимизируемое в зависимости от обстоятельств.